# Dzięcioł obrożny
Dzięcioł obrożny (Celeus torquatus) – gatunek średniej wielkości ptaka z rodziny dzięciołowatych (Picidae). W trzech podgatunkach zamieszkuje Amerykę Południową, głównie Amazonię i region Gujana. W Czerwonej księdze gatunków zagrożonych IUCN podgatunki te traktowane są jako osobne gatunki, dwa z nich nie są zagrożone, a trzeci jest narażony na wyginięcie.

## Systematyka
Pierwszy naukowy opis gatunku, pod francuską nazwą Le pic a cravate noire, znalazł się w 13. tomie monumentalnego dzieła Histoire naturelle, générale et particulière autorstwa Georges’a-Louisa Leclerca de Buffona, wydanym w 1780 roku. Jako miejsce typowe autor wskazał Kajennę (obecnie w Gujanie Francuskiej). Publikacji towarzyszył jeden z tomów atlasu Planches enluminées d'histoire naturelle przygotowywanego pod nadzorem Edme-Louisa Daubentona; zamieszczono w nim tablicę barwną nr 863 przedstawiającą dzięcioła obrożnego, której autorem był François-Nicolas Martinet; pod rysunkiem podano tylko francuską nazwę gatunku oraz informację, że pochodzi on z Kajenny. Nazwę Picus torquatus, zgodną z zasadami nazewnictwa binominalnego, przydzielił gatunkowi Pieter Boddaert w 1783 roku na łamach Table des planches enluminéez d'histoire naturelle de M. D'Aubenton : avec les denominations de M.M. de Buffon, Brisson, Edwards, Linnaeus et Latham, precedé d'une notice des principaux ouvrages zoologiques enluminés. Obecnie gatunek umieszczany jest w rodzaju Celeus.

### Podgatunki
Zwykle wyróżnia się trzy podgatunki C. torquatus:
- C. t. torquatus (Boddaert, 1783) – dzięcioł obrożny[4]
- C. t. occidentalis (Hargitt, 1889) – dzięcioł pręgowany[4]
- C. t. tinnunculus (Wagler, 1829) – dzięcioł czarnopierśny[4]

Na liście ptaków opracowywanej we współpracy BirdLife International z autorami Handbook of the Birds of the World (wersja 9. z października 2024) taksony te traktowane są jako odrębne gatunki. Systematykę w oparciu o tę listę stosuje Międzynarodowa Unia Ochrony Przyrody (IUCN).
Opisano też nieuznawane obecnie podgatunki: pieterroyensi (zsynonimizowany z podgatunkiem nominatywnym) oraz angustus (uznany za synonim podgatunku occidentalis).

### Etymologia
- Celeus: gr. κελεος keleos „zielony dzięcioł”[12].
- torquatus: łac.  torques „naszyjnik”, „kolia”[13].

## Morfologia
Średniej wielkości dzięcioł o dość długim, prostym, zakończonym dłutowato dziobie, dosyć szerokim u nasady, w kolorze szarym lub od żółtoszarego do oliwkowobrązowego. Tęczówki czerwone, czerwonobrązowe lub brązowe, wokół oka naga, szara skóra. Nogi silne, ciemnoszare. Pióra głowy tworzą charakterystyczny czub. Głowa w kolorze cynamonowym. Samce mają ciemnoczerwoną plamę na pasku policzkowym, która nie występuje u samic. Podbródek i gardło w tym samym kolorze co cała głowa. Szyja i górna część piersi czarne. Górne pokrywy skrzydeł i grzbiet w kolorze kasztanowocynamonowym, czasami z widocznymi czarnymi brzegami lotek. Ogon rdzawy, w tylnej części lekko prążkowany, a końcówki sterówek czarne. Brzuch, boki i dolna część piersi u C. t. torquatus jednolite cynamonowożółte, u pozostałych dwóch podgatunków białe w czarne prążki, dodatkowo u C. t. occidentalis na górnych pokrywach skrzydeł występują czarne prążki.
Długość ciała 26–28 cm, masa ciała C. t. torquatus 107–124 g, C. t. occidentalis 134 g.

## Zasięg występowania
Dzięcioł obrożny występuje w Ameryce Południowej, głównie w dorzeczu Amazonki i regionie Gujana. Zamieszkuje zazwyczaj tereny od 100 do 500 m n.p.m. (w Peru do 725 m n.p.m.; C. t. tinnunculus występuje od poziomu morza). Jest gatunkiem osiadłym.
Poszczególne podgatunki występują:
- C. t. torquatus – w północno-wschodniej Wenezueli w stanach Delta Amacuro i Monagas, w regionie Gujana oraz w północnej brazylijskiej Amazonii (od Rio Branco na wschód po stan Pará i zachodnią część stanu Maranhão),
- C. t. occidentalis – w północno-wschodnim Ekwadorze, południowo-wschodniej Kolumbii, w zachodniej i środkowej części brazylijskiej Amazonii po południową Wenezuelę oraz na południe po wschodnie Peru i północną Boliwię,
- C. t. tinnunculus – jest podgatunkiem endemicznym dla lasu atlantyckiego we wschodniej Brazylii.

## Ekologia
Jego głównym habitatem są wysokie lasy deszczowe. Pojawia się także w lasach wtórnych oraz na terenach bardziej otwartych – na skrajach lasów. Żeruje głównie w pojedynkę lub w parach, czasami występuje w niewielkich grupach do 5 osobników, często dołącza do stad mieszanych. Odżywia się głównie mrówkami i nasionami, ale w jego diecie występują także termity i owoce.

### Rozmnażanie
C. t. tinnunculus był zaobserwowany na wysokości około 15 m w trakcie budowy gniazda. Brak dalszych informacji na ten temat.

## Status
W Czerwonej księdze gatunków zagrożonych IUCN od 2014 roku podgatunki dzięcioła obrożnego traktowane są jako osobne gatunki i klasyfikowane następująco:
- C. (t.) torquatus – dzięcioł obrożny – od 2024 roku gatunek najmniejszej troski (LC, Least Concern), wcześniej gatunek bliski zagrożenia (NT, Near Threatened); liczebność populacji nie została oszacowana, ale ptak ten opisywany jest jako rzadki; trend liczebności spadkowy ze względu na utratę siedlisk wskutek wylesiania[3][16].
- C. (t.) occidentalis – dzięcioł pręgowany – gatunek najmniejszej troski (LC, Least Concern); liczebność populacji nie została oszacowana, ale ptak ten opisywany jest jako rzadki, choć lokalnie pospolity; trend liczebności spadkowy ze względu na wylesianie[17].
- C. (t.) tinnunculus – dzięcioł czarnopierśny – gatunek narażony (VU, Vulnerable); liczebność populacji nie została oszacowana, ale ptak ten opisywany jest jako rzadki; trend liczebności jest spadkowy ze względu na postępującą utratę i degradację siedlisk[15].